# Last Days of Humanity
Last Days of Humanity es una banda holandesa de goregrind de Brabante del Norte, Países Bajos. Fundada en 1989, publicaron 3 álbumes de estudio antes de disolverse en 2006. En 2010 la banda retoma su actividad, actuando en varios festivales en Europa y Estados Unidos. Su música destaca por su sonido continuo y Blast beats.
La banda destaca en el grind holandés y en la historia del goregrind. Además, fundó el género del gorenoise en su demo de 1993 (Human Atrocity), siendo uno de los primeros grupos que combinaron el goregrind con el noisecore.

## Trasfondo
Erwin de Wit y Hans Smits se reunían en Soos Plock para ver bandas de grindcore/noisecore como Blood, Agathocles y Dreft, además de otros grupos importantes como Anal Cunt, Napalm Death, etc. Lo que las inspiró a formar su propia banda.
Erwin formó parte de Fatal Error antes de unirse a Last Days of Humanity. Durante un concierto en 1989, se creó el proyecto con la participación de diferentes bandas.
Last Days of Humanity en ese momento tenía dos vocalistas y usaban dos voces gritadoras deformadas por un cambiador de tono para crear música. En 1990, se formó una banda más tradicional y planeaban tocar su primer concierto junto con Fatal Error en Soos Plock el 6 de octubre de 1990.
En 1993, la banda creó el estilo "Gorenoise" y grabó su segunda demo.
En 1996 consiguieron contrato discográfico y grabaron su primer álbum en dos días.
Tras una disputa con su sello, se trasladaron a la Brigade Bones. Después de haber hecho álbumes imprescindiblesla banda se separó en 2006.
En 2010, Bones Brigade anunció que Last Days of Humanity se había reformado oficialmente y actuaron en varios festivales en Europa y Estados Unidos. Primero en Eindhoven, luego en Maryland Deathfest y hasta en Obscene Extreme 2011 en República Checa.
En marzo de 2021, lanzaron su nuevo álbum, "Horrific Compositions Of Decomposition" después de 15 años sin material nuevo.

## Miembros

### Miembros actuales
- Hans Smits – voz (1989-1997, 2020-)
- Bas van Geffen - bajo, guitarra (2003-2004, 2006, 2020-)
- Paul Niessen - batería (2020-)

### Antiguos miembros
- Erwin de Wit - bajo, batería (1989-1992, 1996-2003, 2010-2011)
- Dennis Dekkers - bajo (1992-1993)
- Glenn Jagers - batería (1993-1997)
- Martie van Sinten - bajo (1994-1995)
- Mark Snijders - guitarra (1994-1995)
- Anne van de Burgt - guitarra (1996-1998)
- Rutger Noij - batería (1998)
- Bart Boumans - voz (1998-2000)
- Marc Palmen - batería (1998-2006), voz (2010-2011)
- Boris Cornelissen - voz (2000)
- Erwin de Groot - voz (2001-2005)
- Rogier Kuzee - bajo (2002-2006, 2010)
- Melanie Stamp - bajo (2010-2014)
- William Van De Ven - guitarra (2010-?)
- Joep Van Raak - batería (2010-2011)

## Discografía

### Álbumes
- 1998 – The Sound of Rancid Juices Sloshing Around Your Coffin (Bones Brigade Records, 2013 LP on Fat Ass Records)
- 2000 – Hymns of Indigestible Suppuration (Bones Brigade Records, 2014 Picture LP on Fat Ass Records)
- 2006 – Putrefaction in Progress (Bones Brigade Records, 2015 LP on Fat Ass Records)
- 2021 - Horrific Compositions of Decomposition (Rotten Roll Rex)

### EP
- 2005 – In Advanced Haemorrhaging Conditions (Bones Brigade Records, 2016 vinyl on Fat Ass Records)
- 2019 – The Complicated Reflex and Depraved Scent of the Retrograde Reflux in formula ula (Bizarre Leprous Production)

### Demos
- 1992 – Last Days of Humanity
- 1993 – Human Atrocity (2010 LP on State Fucker Records)

### Álbumes Split
- 1994 – Split with Vulgar Degenerate
- 1995 – Pathological Dreams (split with Confessions of Obscurity)
- 1996 – Defleshed by Flies (split with Rakitis) (Morbid Records)
- 2000 – Split up for Better Digestion (split with Morgue) (Evil Biker Records)
- 2001 – Choked in Anal Mange (split with Cock and Ball Torture) (Fleshfeast Records / Unmatched Brutality)
- 2001 – 138 Minutes Body Disposal (split with Stoma)
- 2003 – Dutch Assault (split with Suppository, S.M.E.S. and Inhume) (Relapse Records)
- 2004 – Split with Lymphatic Phlegm (Black Hole Productions)
- 2012 - Split with Necrocannibalistic Vomitorium
- 2017 - Split with F.U.B.A.R.

### Otros
- 2001 – Comeback of Goregods: Tribute to Regurgitate (recopilatorio) (Bizarre Leprous Production)
- 2004 – The XTC of Swallowing LDOH Faeces (álbum en vivo) (Bones Brigade Records)
- 2007 – Rest in Gore 1989–2006 (Bones Brigade Records)
- 2012 - Goresurrection (Grind Block Records)